# 아담 알프레트 루돌프 글라우어
아담 알프레트 루돌프 글라우어(독일어: Adam Alfred Rudolf Glauer: 1875년 11월 9일-1945년 5월 8일?)는 독일의 오컬티스트, 작가, 정치활동가다. 그는 나치당에 큰 영향을 미친 오컬트 단체 툴레회의 설립자였다. 또한 그는 프리메이슨이었고 벡타시의 수피였다. 루돌프 폰 제보텐도르프 남작(독일어: Rudolf Freiherr von Sebottendorff)이라는 가짜 귀족 이름으로 더 유명하다.